# Нью Зиланд Ворлд Кап
Нью Зиланд Ворлд Кап (англ. New Zealand World Cup) — шоссейная однодневная велогонка, проходившая по территории Новой Зеландии с 1999 по 2006 год.

## История
Гонка была создана в 1999 году и сразу вошла в календарь Женского мирового шоссейного кубка UCI, в котором просуществовала на протяжении всей своей истории до 2006 года. Она проводилась в двух разных городах Новой Зеландии, что было отображено в её названии. 
Первые три издания гонки в 1999, 2001 и 2002 года прошли под названием World Cup Hamilton City. Её маршрут пролегал в городе Гамильтон вокруг озера Ротороа и представлял собой круг протяжённостью от 5,5 до 6,3 км который преодолевали от 17 до 18 раз.
Затем после двухлетнего перерыва гонка была возобновлена одновременно с появлением многодневки Тура Новой Зеландии и проводилась сразу после её окончания. Возобновлённая гонка прошла ещё дважды в 2005 и 2006 годах под названием Wellington Women's World Cup.  Её маршрут пролегал в городе Веллингтоне и представлял собой круг протяжённостью 6,5 который преодолевали 20 раз.

## Призёры
| Год                          | Победитель       | Второй          | Третий              |
| ---------------------------- | ---------------- | --------------- | ------------------- |
| World Cup Hamilton City      |                  |                 |                     |
| 1999                         | Роберта Бонаноми | Гунн-Рита Дале  | Трейси Годри        |
| 2001                         | Анна Миллуорд    | Мирьям Мельхерс | Зинаида Стагурская  |
| 2002                         | Петра Росснер    | Рошелль Гилмор  | Ханка Купфернагель  |
| Wellington Women's World Cup |                  |                 |                     |
| 2005                         | Сюзанна де Гуде  | Линда Виллумсен | Тина Пик            |
| 2006                         | Сара Ульмер      | Ойнон Вуд       | Ина-Йоко Тойтенберг |